# Тараумара
Тараумара (Таракумара, Тарахумара,  исп. tarahumara, самоназвание rarámuri — люди, исторически легкие ноги) — индейский народ, проживающий в гористой местности Сьерра Тараумара (также называемой Медный каньон) в штате Чиуауа на северо-западе Мексики.
Этноним тараумара является искажением слова rarámuri в испанском языке колонистов. Как считает историк Луис Гонсалес Родригес, этимологически rarámuri означает «бегущие подошвы» или «те, кто с лёгкими ногами», иными словами, бегуны-тараумара известны своей физической выносливостью и способностью бегать на дальние дистанции.
Язык — тараумара юто-ацтекской семьи.

## География
Тараумара занимают территорию около 65000 км² на юго-западе штата Чиуауа в части Западной Сьерра-Мадре, получившей название Сьерра-Тараумара, на высоте 1500—2400 м над уровнем моря.
90 % сосредоточено в муниципалитетах Бокойна, Урике, Гуачочи, Батопилас, Каричи, Бальеса, Гуадалупе-и-Кальво и Ноноава. Большие группы живут в крупных городах Чиуауа и Сьюдад-Хуарес, в штатах Нижняя Калифорния, Коауила, Дуранго, Синалоа, Сонора и Тамаулипас.

## История
Древнейшие следы человека, найденные в Сьерра-Тараумара, — каменные наконечники, относящиеся к культуре Кловис. Предки тараумара пришли с тихоокеанского побережья Мексики около трёх тысяч лет назад. Впервые контакт местных индейцев с европейцами состоялся в XVII веке с прибытием в 1603 году первого миссионера-иезуита. В то время тараумара жили в восточной части Сьерры. Это название миссионеры применяли к нескольким этническим группам, населявшим эту территорию, например, гуасапара, чинипа, темори и гуарихио.
В отличие от империй центральной Мексики, тараумара не имели единой политической организации и крупных центров, и селились отдельными группами. Хозяйство базировалось на охоте, рыболовстве, собирательстве и сельском хозяйстве. Выращивалась кукуруза (из которой изготовлялось пиво тесгуино), фасоль, тыква, хлопчатник. Объектами охоты были фазаны, цапли, утки, перепела, кролики, еноты, скунсы, белки и другие грызуны, олени, кабаны, ящерицы, лягушки, медведи, волки и так далее. В качестве лекарственных растений использовались пейотль, табак, дурман, тростник, костёр, мята, мыльный корень, юкка и душица.
Согласно историческим свидетельствам, чтобы облегчить христианизацию и колонизацию тараумара, которые должны были работать на испанских фермах и рудниках, миссионеры попытались сосредоточить их в поселениях вокруг своих миссий, однако натолкнулись на сильное сопротивление. Как пишет Луис Верпланкен, видимо, индейцам рудники казались входом в подземный мир, откуда происходят болезни и стихийные бедствия. Таким образом вторая половина XVII века прошла в кровавых конфликтах между испанцами и индейцами, которых колонизаторы называли «воинственными варварами», «врагами», «грабителями». В 1648—1652 гг. тараумара трижды поднимали восстания. Вместе с пима тараумара сожгли и разрушили более 20 миссий. В эпоху колонизации больша́я часть местного населения умерла от эпидемий и от рук испанцев, многие объединились с другими индейскими племенами или, не желая участвовать в восстаниях, ушли на юго-запад Сьерры, где оставались в относительной изоляции, что позволило им сохранить свою культуру и религию.

## Социальная структура и семья
Неприветливые природные условия, недостаток воды, электричества и коммуникаций вынуждает тараумара жить небольшими семьями, поскольку земельный надел едва может прокормить 4-5 членов семьи. 52 % живут на ранчо с численностью менее 100 человек. 2-5 ранчо составляют общину. Сохранились общинное самоуправление, обычай взаимопомощи «всем миром» (корима). Половина тараумара не знают грамоты, 28,7 % имеют неполное начальное образование.
Местность, где проживают тараумара, делится на пять больших районов, в каждом из которых говорят на своём диалекте языка: 1) западный (запад каньона Урике); 2) северный (населённые пункты Сисогичи, Нарарачи, Каричи, Окораре, Пасигочи и Норогачи); 3) центральный (район Гуачочи); 4) горный или каньонный (cumbre o interbarranca) (каньоны Урике и Батопилас); 5) южный (каньон Синфороса до восточной части территории тепеуано).
Юноши и девушки считаются взрослыми уже с 14 лет. С самого раннего возраста детям поручают заботиться о хозяйстве и учат самостоятельно принимать решения. Старики живут в отдельном доме, куда дети приносят им еду и одежду. После смерти их оставляют в пещере завернутым в шкуру или одеяло и заделывают вход или хоронят на кладбище, если они были крещены, и, дабы душа покойника беспрепятственно ушла в загробный мир, производят сложные обряды.
Брак моногамный, хотя встречаются случаи полигамии. Обычно тараумара вступают в брак очень молодыми, до 16 лет. На тесгуинадах — «пивных посиделках», на которых пьют тесгуино, — знакомятся и заключают помолвки. Молодожёны чаще живут с родителями жены. Союзы между родственниками не приняты, но официального запрета нет. Беременная женщина работает до последнего момента. Перед рождением ребёнка она уходит в горы, устраивает ложе из травы и рожает, после чего обмывает ребёнка, сжигает пуповину и зарывает пепел.

## Жилище и хозяйство
Тараумара живут на горных склонах, среди каньонов и в труднодоступных высокогорных районах. Типична сезонная миграция, когда зимой люди живут в каньонах, а летом в горах. Периодически они меняют дома, поэтому часто встречаются покинутые жилища, куда обитатели впоследствии собираются вернуться.
Многие семьи по-прежнему селятся в пещерах, как их предки. Некоторые верят, что покинуть пещеры значит прогневить богов, создавших для тараумара эти природные жилища. В каньонах из-за недостатка деревьев дома в основном строятся из камня и глины. Жилище обычно состоит из одной или двух комнат размером примерно 3 x 5 метров и двора, который примерно вдвое-втрое больше комнаты. В комнатах, как правило, нет окон, особенно в старых домах, и часто очень низкий потолок, так что в доме нельзя выпрямиться в полный рост. Дело в том, что тараумара проводят весь день вне дома: во дворе, на поле, на склонах, и дом служит им убежищем от непогоды и местом ночлега. По обычаям тараумара нельзя стучаться в чужое жилище, потому что так поступают злые духи.
В хозяйстве тараумара используют традиционные орудия, инструменты и утварь и перенятые у испанцев деревянный плуг, системы орошения и металлические орудия.
Завезённые конкистадорами мулы, волы и козы со временем стали незаменимы. С появлением одомашненных животных полуоседлый уклад сменился сельскохозяйственным. Помимо традиционных кукурузы, фасоли и тыквы, появились пшеница, горох, картофель, яблоки и другие фрукты. Основная пища — фасолевая или кукурузная похлебка (пиноле). Мясо — редкое блюдо на столе тараумара.

## Физические данные
Обычно это худощавые, не очень высокие люди, причём женщины несколько более крепкого сложения. У них выступающие скулы, маленькие уши, большие носы и рты, волосы чёрные, густые и гладкие; кожа смуглая и обветренная.
Из-за плохого питания и недостаточного медицинского обслуживания тараумара страдают такими заболеваниями, как диспепсия, энтерит, алкогольная гиперемия, цирроз печени, пневмония, коклюш, туберкулёз и чесотка.
Тем не менее тараумара известны как непревзойдённые бегуны на дальние дистанции. Эта традиция сложилась из-за того, что индейские поселения находятся на большом расстоянии друг от друга. Кроме того, она имеет обрядовый и соревновательный смысл. Мужчины на бегу подбрасывают пальцами ноги деревянный шарик, передавая его следующему бегуну, женщины бегут с палкой и обручем. Эти забеги могут длиться от нескольких часов до нескольких дней без перерыва. Способность преодолевать сверхдальние расстояния (более 150 км) помогает тараумара загонять таких животных, как олени.
Исследователь Карл Люмхольтц писал: «Нет никакого сомнения в том, что тараумара — лучшие бегуны в мире, но не на скорость, а на выносливость, так как они могут пробежать не останавливаясь 170 миль. Известен случай, когда один тараумара проделал бегом путь туда и обратно из Гуасапарес в Чиуауа, покрыв за пять дней расстояние около 600 миль. Причём все это время он питался, как это привыкли делать тараумара, только пиноле и водой».

## Традиции и религия
Тараумара с упорством сохраняют культуру предков. Смысл многих религиозных ритуалов уже утрачен, хотя их продолжают исполнять. В течение нескольких веков они используют те же рисунки, те же символы в изделиях народного промысла. Тараумара свойственен религиозный синкретизм, верования на стыке католичества и шаманизма, впитавшие в себя традиции миссионеров-иезуитов. Большинство приняли христианство, хотя до сих пор остаются группы «хентилес» — некрещёных язычников. Однако по их воззрениям белые люди и метисы — бо́льшие язычники, чем их некрещёные соплеменники, потому что тараумара — избранный народ, лишь они были сотворены богом из чистой глины, тогда как белых людей сделал дьявол из смеси глины с белым пеплом.
Их сложные мистически-религиозные церемонии совмещают танцы, тесгуинады и приношения, в которых неизменно присутствует распитие традиционного напитка тесгуино. Танец имеет молитвенное значение, танцем молят о прощении, просят дождя (для этого есть особый танец dutuburi), благодарят за урожай; танцем помогают Repá betéame (тому, кто живёт наверху), для того, чтобы его не смог победить Reré betéame (тот, кто живёт внизу), то есть дьявол.
Шаман (sukurúame — злой колдун, owiruame добрый знахарь) — посредник между человеком и космосом, по поверьям, обладает способностью путешествовать в виде птицы. Некоторые шаманы используют пейотль (híkuli) в качестве лекарства. Только они знают, как его собирать, хранить и применять. Его втирают в кожу как средство от ревматизма, змеиных укусов и других болезней. В других местах используют bakanoa или bakanawi — священные растения, разные для разных районов Сьерры.
В Боге Onorúame, который сотворил мир и управляет им, слились черты христианского бога и бога солнца. Тараумара признают понятия души, загробной жизни, ада, греха, используют четки, распятия и крестное знамение, при этом у них отсутствуют многие христианские догматы, например об искуплении грехов Христом, святом духе. У бога есть жена Iyerúgami, Мать Луна, она же Дева Мария, которая также живёт на небе вместе сыновьями sukristo (от испанского Jesucristo) и дочерями santi (святые), которые непосредственно связаны с физическим миром через католические иконы, распятия и медальоны с изображением святых.
Дьявол — бог и создатель chabochi («бородатые» или «волосатые»), то есть не-тараумара. Таким образом ад для тараумара — это рай для chabochi. Дьявол иногда сотрудничает с богом, и к нему тоже можно обратиться через жертвоприношения. В ад попадают лишь за серьёзные преступления, такие как убийство или инцест. У дьявола только один глаз, он играет на гитаре, но никогда не играет на скрипке, потому что смычок и струны образуют крест.
Душа после смерти не сразу отправляется в Страну мёртвых, и если её как следует не проводить, она не сможет туда добраться и будет бродить по земле привидением, вредя людям и посевам. В путь умершим оставляют еду и, чтобы «помочь» им подняться на небеса, устраивают три праздника, если умер мужчина, или четыре, если умерла женщина, потому что женщины путешествуют медленнее мужчин. Загробная жизнь — зеркальное отражение смертного мира, и добрые дела нужно совершать не ради духовной награды, а ради лучшей жизни на земле.
Верованиям тараумара свойствен анимизм. Ветер считается живым существом, растения и животные обладают душами. Человека окружают злые и добрые сущности. Вихри — души спящих или мёртвых, покинувшие тело. Землетрясения происходят, когда дьявол сотрясает опоры, на которых стоит земля.

## Известные тараумара
- Даниэль Понсе де Леон, мексиканский боксёр-профессионал, экс-чемпион мира во 2-й средней весовой категории.
- Луис Х. Родригес, писатель, журналист и критик, автор романа «Вечно в бегах» и др.